# نمر بنغالي في حديقة حيوان بغداد
نمر البنغال في حديقة حيوان بغداد (بالإنجليزية: Bengal Tiger at the Baghdad Zoo)‏ مسرحية من كتابة راجيف جوزيف, تصور التأثيرات الوحشية للحرب ليس فقط على الجانب النفسي للإنسان، ولكن على جميع المخلوقات، وشبح نمر يجوب شوارع بغداد يسعى إلى فهم معنى الحياة والمغفرة، وبينما يشهد السخافات المحيرة للحرب .
تم افتتاح إنتاج برودواي في مسرح ريتشارد رودجرز في 31 مارس 2011 ، قدم ممثل روبن ويليامز في دور البطولة، بجانبه كل من غلين ديفيس في دور توم، وبراد فلايشر في دور كيف، وهراش تيتزيان في دور عدي، وشيلا فاند في دور هادية، ونكار زاديجان في دور ليبر، وأريان مؤيد بدور موسى.

## ملخص
نمر البنغال يعيش في حديقة حيوان بغداد يقول للجمهور إن معظم الحيوانات هربت إلى «الحرية» بسبب غزو العراق، فقط لكي يقتلها الجنود بالرصاص. في تلك الليلة، الولايات المتحدة تتمركز جنديين خارج غرفة النمر. جندي واحد يثير النمر مع الطعام النمر، مدفوعاً بالخوف والجوع، يعض من يده كيف، جندي آخر، يطلق النار على النمر، مما أدى إلى إصابته قاتلة يموت النمر ببطء.
يجد كيف نفسه مسكونًا بشبح النمر الذي يتجول في بغداد بسبب الغضب أثناء تفتيش منزل عراقي، يتم إرسال كييف إلى المستشفى. لقد رأى كيف شبح النمر، وبالتالي يعتقد الناس أنه مجنون بالعودة إلى بغداد بيد اصطناعية، يقوم توم بزيارة إلى كيف، بدافع التعاطف من أجل زميل متقلب التفكير أكثر منه لغرض عملي.
تبين أن البندقية المطلية بالذهب شوهدت في كييف عندما قطعت يد توم يدها المقطوعة من قصر الراحل عدي صدام، الدكتاتور العراقي المخلوع صدام حسين. اتصل توم بكيف مرة أخرى بعد استعادة مسدسه الذهبي. يمكنه أن يبدأ حياة جديدة في الولايات المتحدة من خلال بيع ليس فقط البندقية المطلية بالذهب، ولكن أيضًا مقعد المرحاض الذهبي الصلب الذي كان أيضًا عدي صدام. ومع ذلك، خلال حلقة كييف في منزله في العراق، عندما رأى شبح النمر، أسقط كيف النار وسقط في أيدي مركز عدي السابق، موسى. يعمل موسى أيضًا كمترجم لجنود الولايات المتحدة زار موسى مرارا شبح عدي. هذا هو السبب في أنني لا أستطيع أن أعيد توم إلى البندقية الذهبية حتى لو أراد ذلك
يواصل كيف رؤية شبح النمر ويعتقد أن النمر يطارده. كيف يحاول قطع يده وهو يعتقد أن هذا الإجراء سوف يتخذ بدلا من ذلك، كيف ينتهي القتل ثم ينتهي به المطاف بمطاردة توم طوال بقية القصة.
تستمر بقية المسرحية مع أشباح الشخصيات الميتة التي تطارد وتتحدث مع الشخصيات التي ما زالت حية.

## جوائز وترشيحات
| جائزة                                                                        | نتيجة                            |                                  |
| 2008 جوائز الصندوق الوطني للفنون                                             | 2008 جوائز الصندوق الوطني للفنون | 2008 جوائز الصندوق الوطني للفنون |
| ---------------------------------------------------------------------------- | -------------------------------- | -------------------------------- |
| Outstanding New American Play                                                | فوز                              |                                  |
| جائزة بوليتزر 2010                                                           |                                  |                                  |
| Pulitzer Prize for Drama                                                     | رُشِّح                              |                                  |
| جائزة رابطة الدراما 2011                                                     |                                  |                                  |
| Distinguished Production of a Play                                           | رُشِّح                              |                                  |
| Distinguished Performance: Arian Moayed                                      | رُشِّح                              |                                  |
| Distinguished Performance: Robin Williams                                    | رُشِّح                              |                                  |
| جائزة دائرة النقاد الخارجية 2011                                             |                                  |                                  |
| Outstanding New Broadway Play                                                | رُشِّح                              |                                  |
| Outstanding Set Design: Derek McLane                                         | رُشِّح                              |                                  |
| Outstanding Lighting Design: David Lander                                    | رُشِّح                              |                                  |
| 2011 Easter Bonnet Competition                                               |                                  |                                  |
| Outstanding Bonnet Design                                                    | فوز                              |                                  |
| 2011 Drama Desk Awards                                                       |                                  |                                  |
| Outstanding Play                                                             | رُشِّح                              |                                  |
| Outstanding Director of a Play: Moisés Kaufman                               | رُشِّح                              |                                  |
| Outstanding Music in a Play: Kathryn Bostic                                  | رُشِّح                              |                                  |
| Outstanding Set Design in a Play: Derek McLane                               | رُشِّح                              |                                  |
| Outstanding Lighting Design in a Play: David Lander                          | فوز                              |                                  |
| Outstanding Sound Design of a Play: Acme Sound Partners and Cricket S. Myers | فوز                              |                                  |
| 2011 جائزة توني                                                              |                                  |                                  |
| Best Performance by an Actor in a Featured Role in a Play: Arian Moayed      | رُشِّح                              |                                  |
| Best Lighting Design of a Play: David Lander                                 | رُشِّح                              |                                  |
| Best Sound Design of a Play: Acme Sound Partners and Cricket S. Myers        | رُشِّح                              |                                  |
| 2011 Broadway.com Audience Choice Awards                                     |                                  |                                  |
| Favorite Play                                                                | رُشِّح                              |                                  |
| Favorite Actor in a Play: Robin Williams                                     | فوز                              |                                  |